# Berner Kommentar
Der Berner Kommentar ist eine Reihe von Gesetzeskommentaren, die sich mit dem schweizerischen Privatrecht, insbesondere mit dem Zivilgesetzbuch und dem Obligationenrecht, beschäftigt. Sie erscheinen beim Verlag Stämpfli in Bern.

## Herausgeber und Autoren
Der Berner Kommentar geht auf Max Gmür zurück, der den Kommentar im Jahre 1909 begründete. Mittlerweile wird die Reihe von den Professoren Regina Aebi-Müller (Universität Luzern) und Christoph Müller (Universität Neuenburg) herausgegeben. Die Autoren der einzelnen Bände sind verschiedene Spezialisten aus den jeweiligen Rechtsbereichen.
Über die Jahre hat sich der Berner Kommentar zum umfangreichsten Kommentar zum schweizerischen Privatrecht entwickelt. Mittlerweile sind auch Bände zur Schweizerischen Zivilprozessordnung erschienen. Die Reihe wird durch regelmässige Neuauflagen sowie durch Ergänzungsbände aktuell gehalten.